# NGC 452
NGC 452 este o galaxie spirală barată situată în constelația Peștii. A fost descoperită în 22 noiembrie 1827 de către John Herschel.